# Black Box Diaries
Black Box Diaries és una pel·lícula documental de 2024 produïda i dirigida per Shiori Itō, que documenta la seva investigació després de patir una agressió sexual al Japó. La pel·lícula es va estrenar al Festival de Cinema de Sundance de 2024. Es va estrenar als Estats Units i al Regne Unit el 25 d'octubre de 2024 amb la distribució d'MTV Documentary Films i Dogwoof, respectivament. Va rebre elogis de la crítica i va ser seleccionada com un dels cinc millors documentals del 2024 per la National Board of Review. Va ser nominada a la millor pel·lícula documental als 97ns Premis Oscar. S'ha subtitulat al català.
El documental d'investigació analitza un cas de violació al Japó des del punt de vista de la mateixa víctima, Shiori Itō. L'autor del delicte va ser Noriyuki Yamaguchi, aleshores cap de l'oficina del Tokyo Broadcasting System a Washington DC, i descrit com un home poderós amb amistats a les altes esferes de poder, sobretot amb el primer ministre Shinzō Abe.
La pel·lícula està basada en les memòries del 2017 escrites per la matiexa Itō. És coproduïda per ella mateixa juntament amb Hanna Aqvilin i Eric Nyari.